# Майдан (Дубенський район)
Майда́н — село в Україні, у Семидубській сільській громаді Дубенського району Рівненської області. Населення становить 289 осіб (2020 р.). Відстань до районного центру становить близько 29 км і проходить автошляхом місцевого значення. Село розташоване на кордоні з Кременецьким районом Тернопільської області. Поблизу села є археологічні пам'ятки — стоянки доби палеоліту, поселення доби бронзи та Х ст., курганний могильник невідомого часу.

## Географія
Село розташоване на лівому березі річки Замишівки.

## Історія
У 1906 році село Будеразької волості Дубенського повіту Волинської губернії. Відстань від повітового міста 30 верст, від волості 20. Дворів 72, мешканців 616.
7 (20) листопада 1917 року, відповідно до Третього Універсалу Української Центральної Ради, увійшло до складу Української Народної Республіки.
12 червня 2020 року, відповідно до розпорядження Кабінету Міністрів України № 722-р від «Про визначення адміністративних центрів та затвердження територій територіальних громад Рівненської області», увійшло до складу Семидубської сільської громади.
19 липня 2020 року, в результаті адміністративно-територіальної реформи та ліквідації  Дубенського (1939—2020) району, село увійшло до складу новоутвореного Дубенського району.

## Населення
Згідно з переписом УРСР 1989 року чисельність наявного населення села становила 526 осіб, з яких 247 чоловіків та 279 жінок.
За переписом населення України 2001 року в селі мешкало 455 осіб. 100 % населення вказало своєю рідною мовою українську мову.

## Особистості
29 червня 2017-го на російсько-українській війні загинув мешканець Майдану Леонід Данилович Герасимчук, у Дубенському районі 1-3 липня оголошені днями жалоби

## Зображення

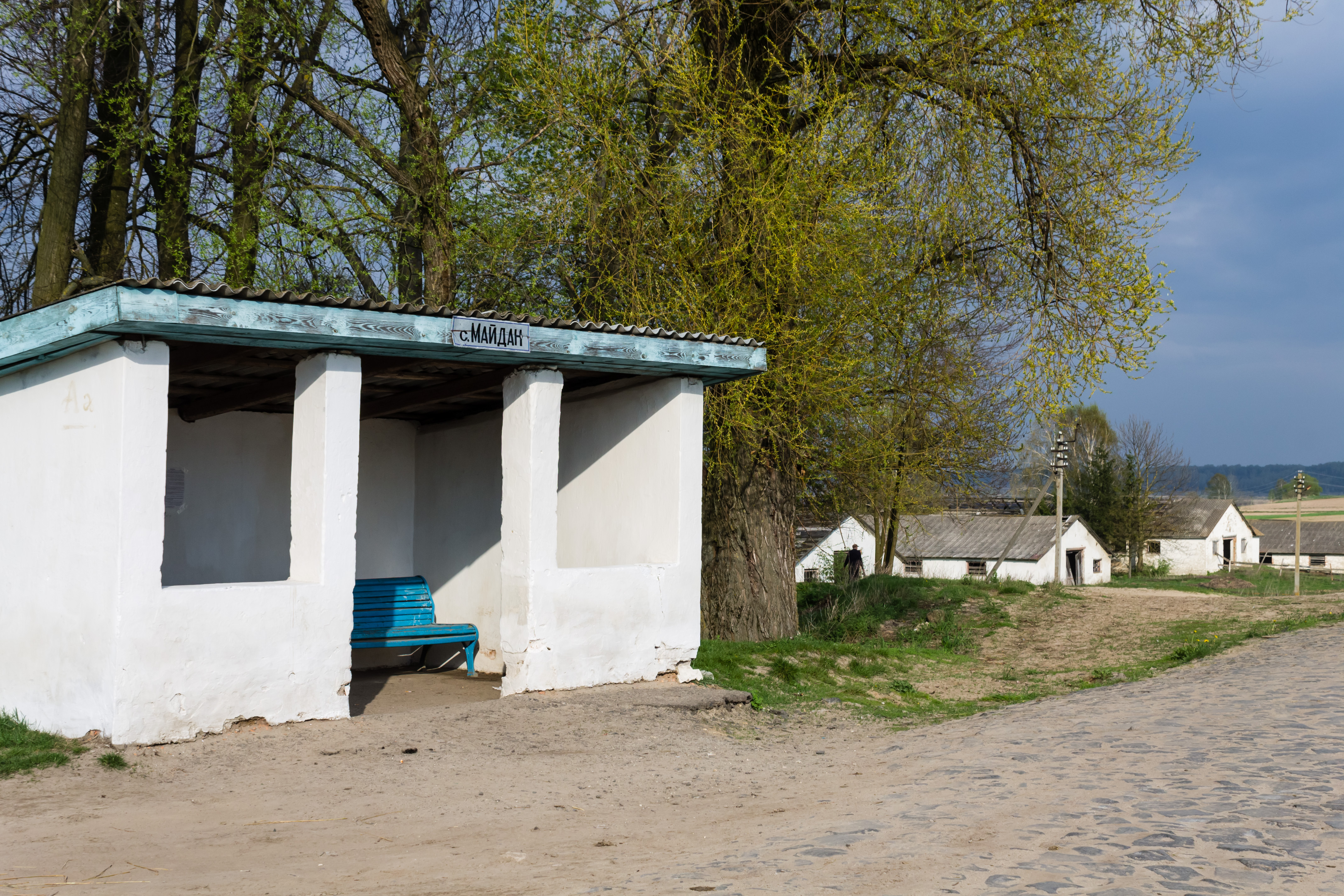
Автобусна зупинка в с.Майдан
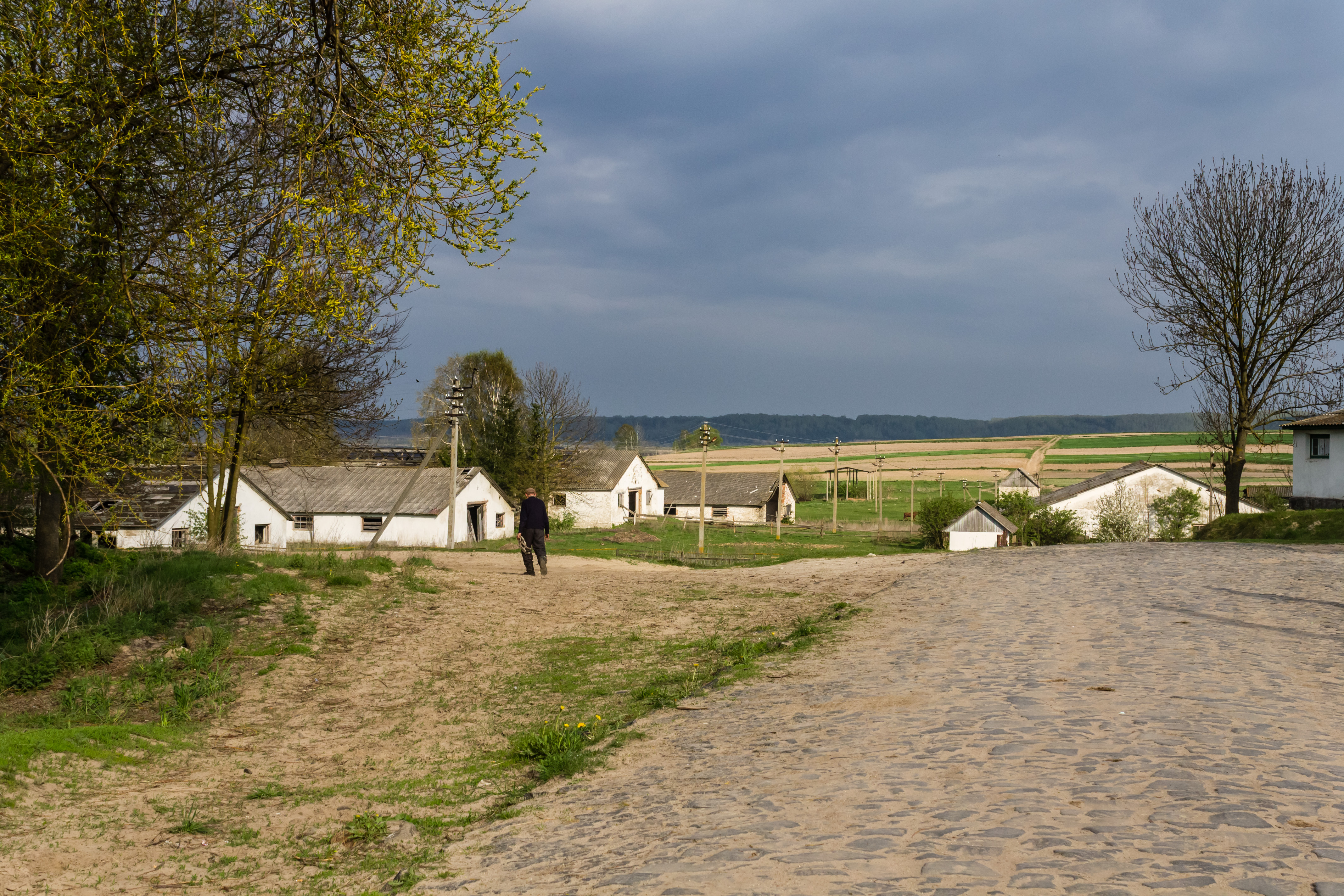
Вид на закинуту колгоспну ферму с. Майдан
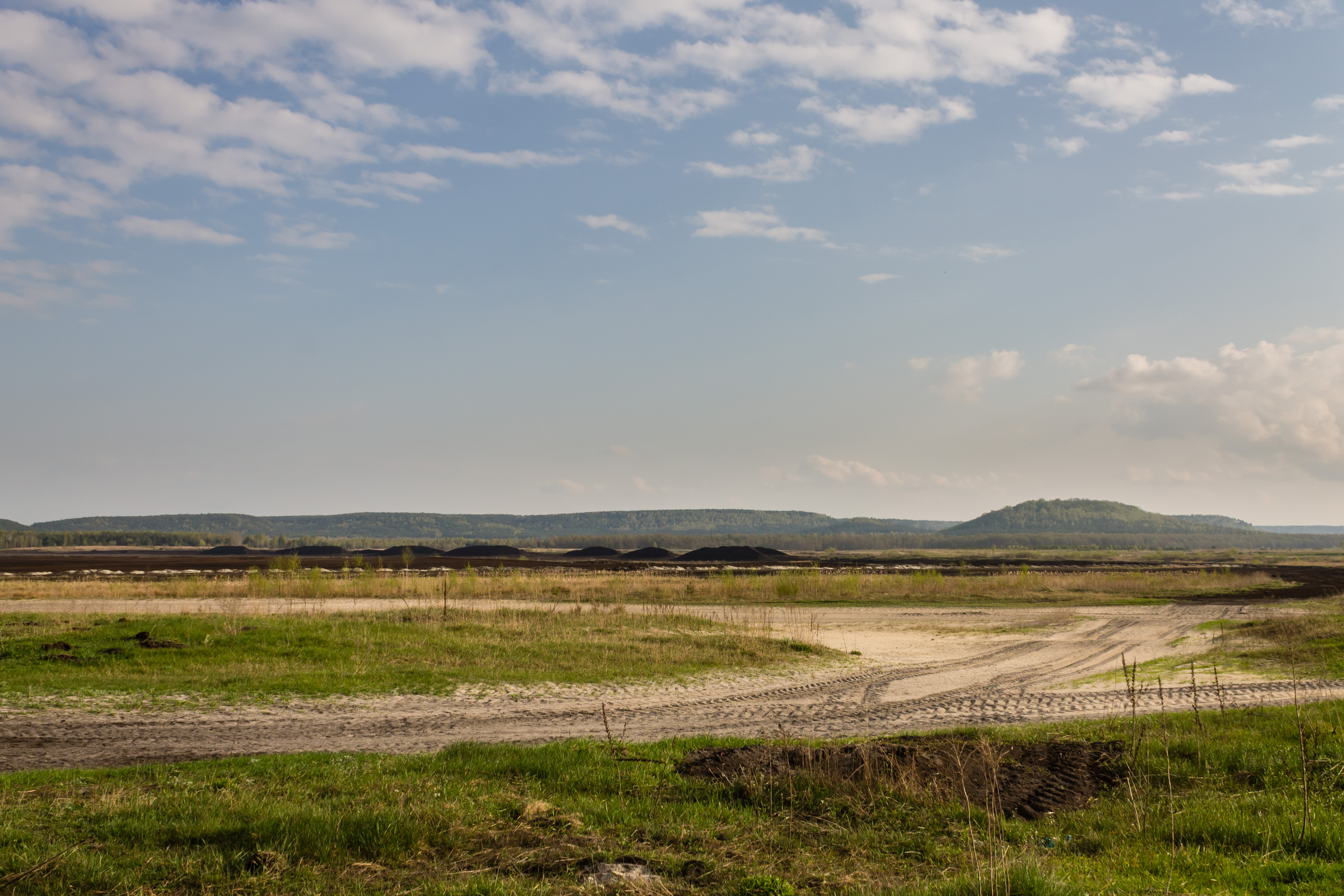
Місце видобутку торфу в с. Майдан
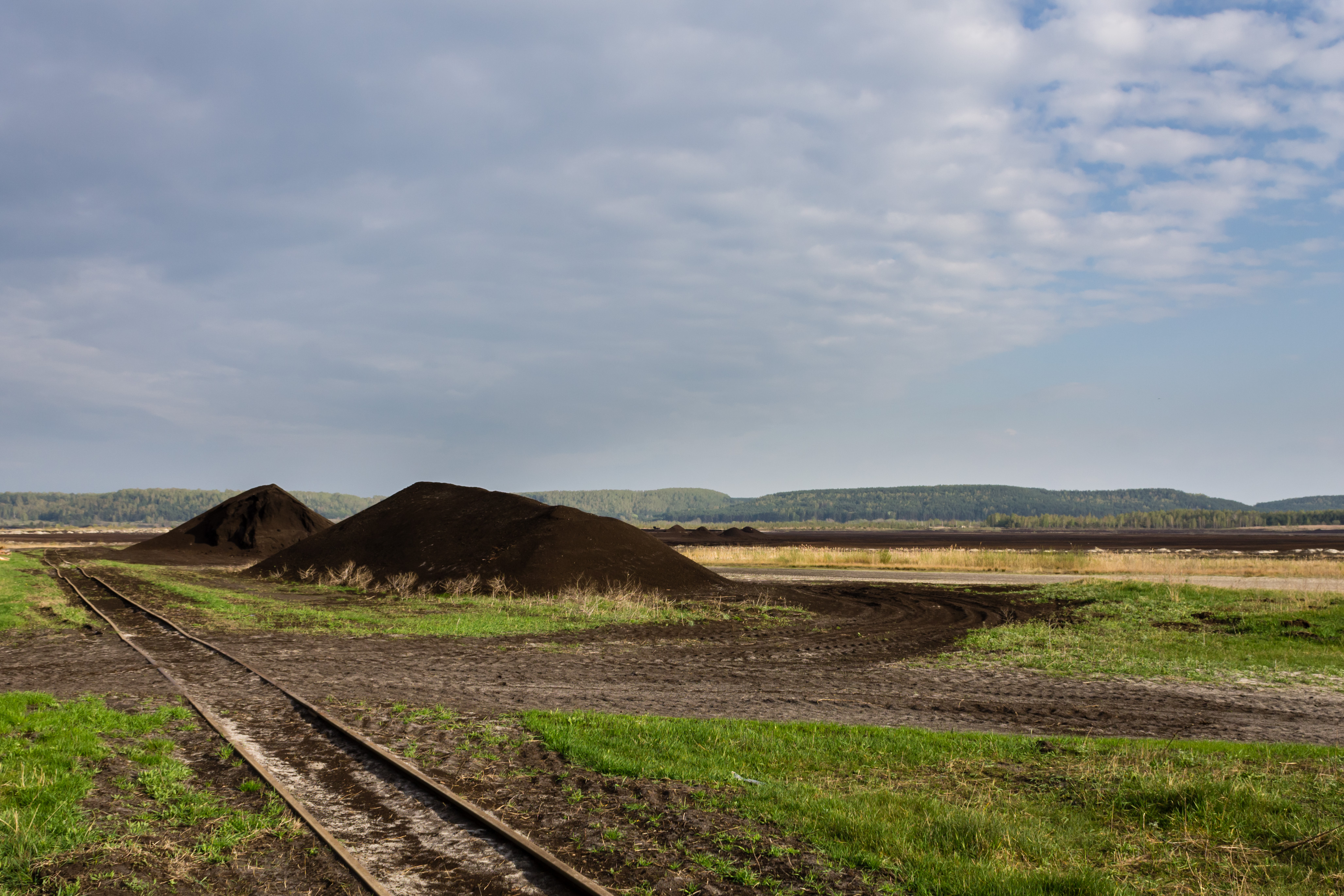
Вузька колія до місця видобутку торфу в с. Майдан